# Alexandria, Virginia
Alexandria là một thành phố nhỏ ở tiểu bang Virginia, Hoa Kỳ. Thành phố này nằm trong Vùng đô thị Washington. Theo điều tra dân số năm 2020, thành phố có tổng dân số 159.467 người.
Nằm dọc theo bờ Tây của sông Potomac, Alexandria có cự ly khoảng 6 dặm (9,6 km) về phía nam trung tâm thành phố Washington, DC.
Giống như phần còn lại của miền bắc Virginia, cũng như trung tâm Maryland, Alexandria đã được thành lập nhờ vị trí gần thủ đô của quốc gia. Phần lớn dân cư là các chuyên gia làm việc trong các dịch vụ dân sự liên bang, quân đội Hoa Kỳ, hoặc các công ty tư nhân có hợp đồng cung cấp dịch vụ cho chính phủ liên bang. Một trong những đơn vị sử dụng lao động lớn nhất của Alexandria là Bộ Quốc phòng Hoa Kỳ. Một đơn vị khác là Viện phân tích quốc phòng. Năm 2005, Văn phòng Bằng sáng chế và Thương hiệu Hoa Kỳ chuyển đến Alexandria và năm 2017, trụ sở của Quỹ Khoa học Quốc gia cũng vậy.
Trung tâm lịch sử của Alexandria được gọi là Phố cổ. Với sự tập trung của các cửa hàng, nhà hàng, cửa hàng đồ cổ và nhà hát, đây là một điểm thu hút lớn đối với tất cả những người sống ở Alexandria cũng như du khách. Giống như Old Town, nhiều khu phố Alexandria nhỏ gọn và có thể đi bộ. Đây là thành phố độc lập có thu nhập cao nhất và lớn thứ 7 ở Virginia.
Một phần lớn của Quận Fairfax liền kề, chủ yếu ở phía nam nhưng cũng ở phía tây thành phố, được đặt tên là "Alexandria", nhưng nó thuộc thẩm quyền của Quận Fairfax và tách biệt với thành phố; thành phố đôi khi được gọi là Thành phố Alexandria để tránh nhầm lẫn (xem đoạn "Vùng lân cận" bên dưới). Năm 1920, Đại hội đồng Virginia đã bỏ phiếu kết hợp những gì từng là Hạt Alexandria làm quận hạt Arlington để giảm thiểu nhầm lẫn.